# NDR Traffic
NDR Traffic – niemiecka stacja radiowa należąca do Norddeutscher Rundfunk (NDR), publicznego nadawcy radiowo-telewizyjnego dla północnych Niemiec. Została uruchomiona w 2011 roku i poświęcona jest w całości komunikatom o bieżącej sytuacji na drogach części Niemiec obsługiwanej przez NDR, na którą składają się kraje związkowe Hamburg, Dolna Saksonia, Szlezwik-Holsztyn oraz Meklemburgia-Pomorze Przednie. Komunikaty czytane są przez dyżurnego spikera, a nie - jak np. w BR Verkehr, stacji radiowej pełniącej analogiczną rolę w Bawarii - przez syntezator mowy.
Stacja dostępna jest wyłącznie w cyfrowym przekazie naziemnym, zaś jej zasięg pokrywa wszystkie obsługiwane landy oraz, ze względów technicznych, Bremę. 
W dniu 5 lipca 2016 roku była oferta o północy w DAB+ i poprzez live stream na rzecz nowego programu "NDR Plus - Das norddeutsche Schlagerradio". Set, program z przebojami i niemieckich produkcjach. NDR Plus zakłada wszystkie częstotliwości i pozycji programowych NDR Traffic.